# رستم‌ خان
رستم‌ خان (بالفارسية: رستم‌خان) هي قرية تقع في قسم كلان الريفي (مقاطعة إيوان) في إيران. يقدر عدد سكانها بـ 558 نسمة بحسب إحصاء 2016. لغة أهل هذه القرية هي الكالهوري الكردية.